# Om Puri
Om Puri (hindi: ओम पुरी, Om Purī; ur. 18 października 1950 w Ambala, Hariana, zm. 6 stycznia 2017 w Mumbaju) – indyjski aktor filmowy grający zarówno w filmach rodzimej produkcji, jak i poza swoim krajem. Obok Shabana Azmi, Kulbhushan Kharbandai Smita Patil, czy Naseeruddin Shah, z którym w tym samym roku ukończył renomowaną National School of Drama zalicza się do grupy aktorów „nowego indyjskiego kina” lat 70. i 80., uznawanych bardziej jako aktorów niż gwiazdy filmowe. Brali oni udział w tworzeniu filmów niekomercyjnych zaangażowanych politycznie i społecznie. W 1990 został odznaczony Orderem Padma Shri, a w 2004 Orderem Imperium Brytyjskiego IV klasy (OBE) za udział w filmach angielskojęzycznych.

## Filmografia

### Od 1980 do 1999
- 1980 – Aakrosh (reż. Govind Nihalani)
- 1980 – Bhavni Bhai (reż. Ketan Mehta)
- 1980 – Kalyug (reż. Shyam Benegal)
- 1980 – Albert Pinto Ko Gussa Kyon Ata Hai (reż. Saeed Akhtar Mirza)
- 1981 – Sadgati (reż. Satyajit Ray)
- 1982 – Arohan (reż. Shyam Benegal) – Nagroda Silver Lotus
- 1982 – Gandhi (reż. Richard Attenborough)
- 1982 – Disco Dancer
- 1983 – Mandi (reż. Shyam Benegal)
- 1983 – Ardh Satya (reż. Govind Nihalani) – Nagroda Silver Lotus, Nagroda dla Najlepszego Aktora w Karlovych Varach
- 1983 – Jaane Bhi Do Yaaro
- 1985 – Mirch Masala (reż. Ketan Mehta)
- 1985 – Aghaat (reż. Govind Nihalani)
- 1986 – Genesis (reż. Mrinal Sen)
- 1988 – Bharat Ek Khoj/The Discovery of India (serial TV, reż. Shyam Benegal)
- 1990 – Ghayal
- 1992 – Dharavi (reż. Sudhir Mishra)
- 1992 – Angaar (reż. Shashila K. Nair)
- 1992 – Maya Memsaab (gościnnie) (reż. Ketan Mehta)
- 1992 – Raat (reż. Ram Gopal Varma)
- 1992 – Miasto radości (reż. Roland Joffé)
- 1993 – In Custody (reż. Ismail Merchant)
- 1994 – Droh Kaal (reż. Govind Nihalani)
- 1994 – Wilk (reż. Mike Nichols)
- 1996 – Ghatak (gościnnie)
- 1996 – Maachis
- 1996 – PremGranth
- 1996 – The Ghost and the Darkness (reż. Stephen Hopkins)
- 1997 – Mrityudand
- 1997 – Aastha (reż. Basu Bhattacharya)
- 1997 – Gupt: The Hidden Truth (reż. Rajiv Rai)
- 1997 – My Son the Fanatic – Nagroda Crystal Stara
- 1998 – Chachi 420
- 1998 – China Gate
- 1998 – Miłość musiała nadejść
- 1998 – Zor
- 1999 – East is East (Wojny domowe) (reż. Damien O’Donnell)
- 1999 – Khoobsurat

### Od 2000
- 2000 – Dulhan Hum Le Jayenge (reż. David Dhawan)
- 2000 – Kunwara
- 2000 – Dulhan Hum Le Jayenge
- 2000 – Hera Pheri
- 2000 – Kurukszetra
- 2000 – Ghaath
- 2000 – Hey Ram
- 2000 – Pukar
- 2001 – Bollywood Calling
- 2001 – Deewaanapan
- 2001 – Indian
- 2001 – Farz
- 2002 – Chor Machaye Shor
- 2002 – Shararat
- 2002 – Awara Paagal Deewana
- 2002 – Pyaar Diwana Hota Hai
- 2002 – Pitaah
- 2003 – Maqbool
- 2003 – Kagaar: Life on the Edge
- 2003 – Chupke Se
- 2003 – Ek Aur Ek Gyarah (narrator),
- 2004 – Młodość (reż. Mani Ratnam)
- 2004 – AK-47
- 2004 – Kyun...! Ho Gaya Na
- 2004 – Lakshya
- 2004 – Dev
- 2004 – Aan: Men at Work
- 2005 – Kisna
- 2005 – Kyon Ki (reż. Priyadarshan)
- 2005 – Deewane Huye Paagal
- 2005 – Rebeliant (narrator w wersji hindi)
- 2005 – Zinda Dil
- 2005 – Mumbai Express
- 2006 – Baabul (reż. Ravi Chopra)
- 2006 – Don
- 2006 – Waris Shah: Ishq Daa Waaris (narrator)
- 2006 – Cicho sza!
- 2006 – Malamaal Weekly
- 2006 – Kolor szafranu
- 2007 – Victoria No. 203
- 2007 – Buddha Mar Gaya
- 2007 – Panga Naa Lo
- 2007 – Khallas
- 2007 – Delhii Heights
- 2008 – Król z przypadku
- 2014 – Podróż na sto stóp
- 2017 – Pałac wicekróla